# Восточный Манггарай
Восточный Манггара́й (индон. East Manggarai) ― округ в составе индонезийской провинции Восточная Нуса-Тенгара. Расположен на острове Флорес. Основан 17 июля 2007 года. Административный центр — Боронг.
Территория округа составляет 2 391,45 км², население, по данным переписи 2020 года ― 275 603 человека. Официальная оценка на середину 2024 года составляла 296 174 человека (в том числе 149 733 мужчины и 146 441 женщина).

## Туризм
Местные власти стремятся развивать туризм с опорой на ряд природных объектов::
- Деревня Нанга-Лабанг на берегу моря с нетронутыми пляжами
- Озеро Айр-Панас (с горячей водой) в Рана-Масаке
- Деревня Гампанг-Мас недалеко от Боронга
- Озеро Рана-Тоджонг, где растет гигантская лилия Виктория амазонская.

Дополнительной достопримечательностью района округа является варан Пота, который имеет сходные черты с более известным комодским вараном, обитающим в соседнем районе Западный Манггарай. Популяция варана сокращается, и в настоящее время существует обеспокоенность по поводу сохранения местной популяции.

## Административные районы
Округ Восточный Манггарай, созданный в 2007 году, был разделен на шесть районов: Боронг и Кота-Комбо на юге, Элар, Самби Рампас, Поко-Рената и Ламба-Леда на севере. Позднее в результате разукрупнения внутреннего административного деления округа были созданы новые районы: Южный Элар, Восточная Поко-Ранака и Рана-Месе в 2010-е годы, Северный Кота-Комбо, Конкар и Северная Ламба-Леда в 2021 году, при этом районы Поко-Рената и Восточная Поко-Рената были переименованы в Южная Ламба-Леда и Восточная Ламба-Леда соответственно.